# Eugenia Pragierowa
Eugenia Róża Pragierowa z domu Berke (ur. 14 lipca 1888 w Kaliszu, zm. 5 maja 1964 w Warszawie) – prawnik, działaczka polskiego ruchu socjalistycznego, feministka, polityk Polskiej Partii Socjalistycznej i Polskiej Zjednoczonej Partii Robotniczej, członek Polskiego Komitetu Obrońców Pokoju w 1949 roku.

## Życiorys

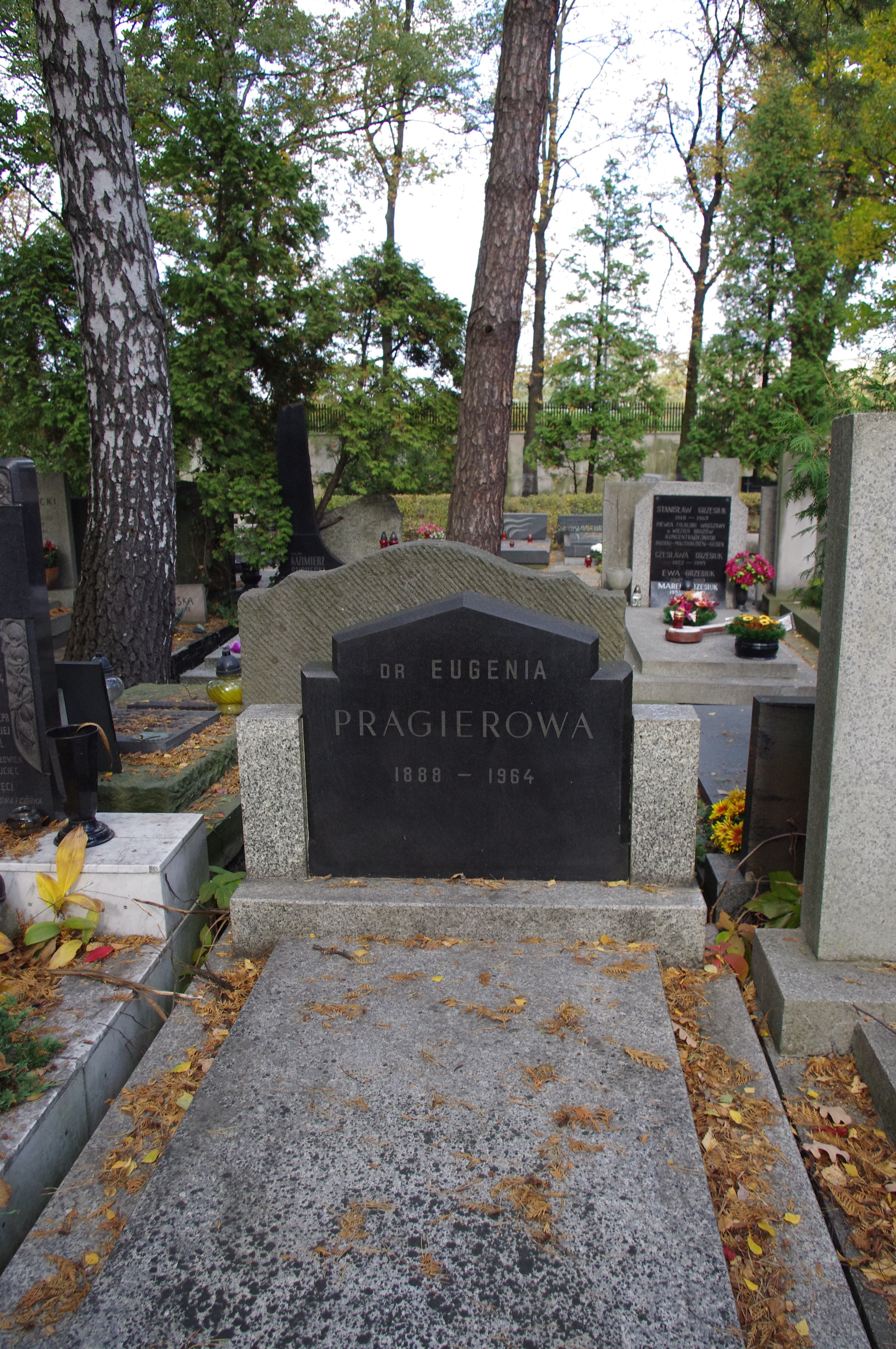
Grób Eugenii Pragierowej na Cmentarzu Wojskowym na Powązkach w Warszawie

Prawdopodobnie pochodziła z rodziny żydowskiej. Córka Henryka i Antoni. Uczyła się w kaliskim gimnazjum żeńskim. Uczestniczka strajku szkolnego (1905), aresztowana, przebywała w więzieniu łącznie siedem miesięcy.
Studiowała historię na Uniwersytecie Jagiellońskim, a w latach 1908–1911 prawo na Uniwersytecie w Zurychu. Uzyskała stopień naukowy doktora prawa po obronie dysertacji doktorskiej pod tytułem Die Genossenschaftsbewegung im Königreich Polen (Ruch spółdzielczy w Królestwie Polskim). W latach 1910–1914 członek PPS-Lewicy. Od 1919 członek PPS. Od 1919 do 1925 kierownik Wydziału Ochrony Pracy Ministerstwa Pracy i Opieki Społecznej. Od 1925 do 1939 wykładowca Wolnej Wszechnicy Polskiej. Członek władz Centralnego Wydziału Młodzieży Towarzystwa Uniwersytetów Robotniczych. W czasie II wojny światowej przebywała we Lwowie.
Od 1945 dyrektor departamentu Ministerstwa Pracy i Opieki Społecznej, a następnie podsekretarz stanu w tym ministerstwie. W latach 1945–1947 posłanka do Krajowej Rady Narodowej. 
Od maja 1945 do grudnia 1948 członek Rady Naczelnej „lubelskiej” PPS. Potem członek Polskiej Zjednoczonej Partii Robotniczej. W 1948 członek Centralnej Komisji Rewizyjnej PZPR, a w latach 1948–1954 członek Komitetu Centralnego tej partii. 
Posłanka na Sejm Ustawodawczy oraz na Sejm PRL I kadencji. Wiceprzewodnicząca Zarządu Głównego Ligi Kobiet Polskich do 1964. Członek Światowej Federacji Kobiet. W 1949 roku była delegatem Krajowej Rady Obrońców Pokoju na Kongres Obrońców Pokoju w Paryżu. Pochowana na cmentarzu Powązki Wojskowe w Warszawie (kwatera C2-10-10). 
Od 1912 była żoną Adama Pragiera, działacza PPS, który po 1945 pozostał na emigracji. Po wrześniu 1939 małżonkowie pozostawali w faktycznej separacji.

## Odznaczenia
- Krzyż Komandorski Orderu Odrodzenia Polski (1946)[4]
- Order Sztandaru Pracy I klasy (1960)[5]